# Homotoma indica
Homotoma indica är en insektsart som först beskrevs av Mathur 1975.  Homotoma indica ingår i släktet Homotoma och familjen Homotomidae. Inga underarter finns listade i Catalogue of Life.